# Vorobjovy gory (stanice metra v Moskvě)
Vorobjovy gory (rusky Воробьёвы го́ры) je stanice moskevského metra. Pojmenována je podle nedalekých hor.

## Charakter stanice
Stanice je velmi atypické konstrukce. Je nadzemní, postavena na spodní úrovni mostu. S nástupištěm dlouhým 270 m je suverénně nejdelší v celé síti, a také je díky tomu přístupná z obou břehů řeky Moskvy. Je také nejvýše položena; 15 m nad hladinou řeky. Prostor nástupiště je uzavřený, ostrovního uspořádání a podpíraným dvěma řadami sloupů. Výstupy ven pak vycházejí obou jeho konců (na jednom z nich je umístěn eskalátorový prosklený tunel). Stěny za samotným nástupištěm pak tvoří rovněž prosklené stěny s výhledem na město (jako u jediné ze stanic).

## Vznik a vývoj stanice
Podle původního projektu měla vzniknout stanice podzemní; řeka měla být překonána tunelem. Vzhledem k úsporám však byla vybrána snadnější (a také levnější) varianta stanice na mostě. Výstavba probíhala celkem 15 měsíců, 12. ledna roku 1959 byla stanice pod názvem Leninovy gory slavnostně otevřena. Postupně během několika desetiletí se však ukázalo, že nebyly dodrženy přesně stavební postupy a docházelo tak k rozsáhlému poškození mostu. Ten byl proto roku 1984 uzavřen pro pěší a o dva roky později i pro vlakový provoz. Trať metra tak musela být přeložena na provizorní most. K rekonstrukci a znovuotevření stanice došlo až na počátku 21. století, od 14. prosince roku 2002 sem již mohou Moskvané cestovat opět metrem.